# Notidobia forsteri
Notidobia forsteri là một loài Trichoptera trong họ Sericostomatidae. Chúng phân bố ở miền Cổ bắc.